# Seznam voznikov Speedway Grand Prix
To je popoln seznam voznikov , ki so nastopili na kateri izmed dirk Velike nagrade FIM Speedway Grand Prix od leta 1995.
Po češki veliki nagradi v Pragi 18. maja 2013. Na svetovnem prvenstvu je skupaj nastopilo že 159 spidvejistov.

### A
- Leigh Adams
- Zoltán Adorján
- Sebastian Aldén
- Stefano Alfonso
- Brian Andersen
- Hans N. Andersen
- Dennis Andersson
- Eric Andersson
- Stefan Andersson

### B
- Tomasz Bajerski
- Damian Balinski
- Robert Barth
- Kenneth Bjerre
- Maksims Bogdanovs
- Craig Boyce
- Bohumil Brhel
- Krzysztof Buczkowski
- Jason Bunyan

### C
- Mattia Carpanese
- Armando Castagna
- Krzysztof Cegielski
- Tomasz Chrzanowski
- Hans Clausen
- Marvyn Cox
- Jason Crump
- Nicolas Covatti

### D
- Robert Dados (1977-2004)
- Stefan Dannö
- Jonas Davidsson
- Rafał Dobrucki
- Sławomir Drabik
- Aleš Dryml, ml.
- Lukáš Dryml
- Martin Dugard
- Matija Duh  (1989-2013)

### E
- Freddie Eriksson
- Sam Ermolenko

### F
- Matej Ferjan (1977-2011)
- Arnt Förland
- Billy Forsberg
- Josef Franc
- Guglielmo Franchetti

### G
- Tomasz Gapiński
- Charlie Gjedde
- Jacek Gollob
- Tomasz Gollob
- Lars Gunnestad
- Henrik Gustafsson
- Simon Gustafsson

### H
- Billy Hamill
- Jarosław Hampel
- Greg Hancock
- Chris Harris
- Gary Havelock
- Christian Hefenbrock
- Csaba Hell
- Chris Holder
- Rune Holta
- David Howe

### I
- Niels Kristian Iversen

### J
- Wiesław Jaguś
- Maciej Janowski
- Jesper B. Jensen - glej Jesper B. Monberg
- Mikkel B. Jensen
- Michael Jepsen Jensen
- Marian Jirout
- Steve Johnston
- Thomas H. Jonasson
- Andreas Jonsson
- John Jørgensen

### K
- Brian Karger
- Mikael Karlsson - glej Mikael Max
- Peter Karlsson
- Antonín Kasper, ml. (1962-2006)
- Krzysztof Kasprzak
- Edward Kennett
- Peter Kildemand
- Nicolai Klindt
- Niklas Klingberg
- Tommy Knudsen
- Janusz Kołodziej
- Andrzej Korolew
- Dino Kovačić
- Jacek Krzyżaniak
- Rafał Kurmański (1982-2004)
- Matěj Kůs
- Joonas Kylmäkorpi

### L
- Grigory Laguta
- Artem Laguta
- Josh Larsen
- Kai Laukkanen
- Franz Leitner
- Fredrik Lindgren
- Ludvig Lindgren
- Antonio Lindbäck
- Peter Ljung
- Mark Loram
- Chris Louis
- Jason Lyons

### M
- Leon Madsen
- Michal Makovský
- Mikael Max
- Adrian Miedziński
- Alessandro Milanese
- Václav Milík, Jr.
- Christian Miotello
- Jesper B. Monberg
- Artur Mroczka

### N
- Peter Nahlin
- Scott Nicholls
- Hans Nielsen
- Jimmy Nilsen
- David Norris

### P
- Jurica Pavlic
- Przemyslaw Pawlicki
- Bjarne Pedersen
- Nicki Pedersen
- Ronni Pedersen
- Mick Poole
- Kasts Poudzuks
- Roman Povazhny
- Piotr Protasiewicz

### R
- Lee Richardson (1979-2012)
- Tony Rickardsson
- Morten Risager
- Gerd Riss
- David Ruud
- Adrian Rymel

### S
- Emil Sayfutdinov
- Joe Screen
- Zdeněk Simota
- Andy Smith
- Rune Sola
- Jan Stæchmann
- Simon Stead
- Carl Stonehewer
- Ryan Sullivan
- Linus Sundström
- Rafał Szombierski

### Š
- Izak Šantej
- Antonín Šváb, ml.
- Denis Štojs
- Dariusz Śledź

### T
- Simone Terenzani
- Daniele Tessari
- Sándor Tihanyi
- Luboš Tomíček, Jr.
- Tomáš Topinka

### U
- Sebastian Ułamek

### V
- Martin Vaculík

### W
- Grzegorz Walasek
- Darcy Ward
- Davey Watt
- Simon Wigg (1960-2000)
- Todd Wiltshire
- Tai Woffinden
- Mirko Wolter

### Z
- Grzegorz Zengota
- Magnus Zetterström
- Bartosz Zmarzlik

### Ž
- Matej Žagar